# Jan Balcke

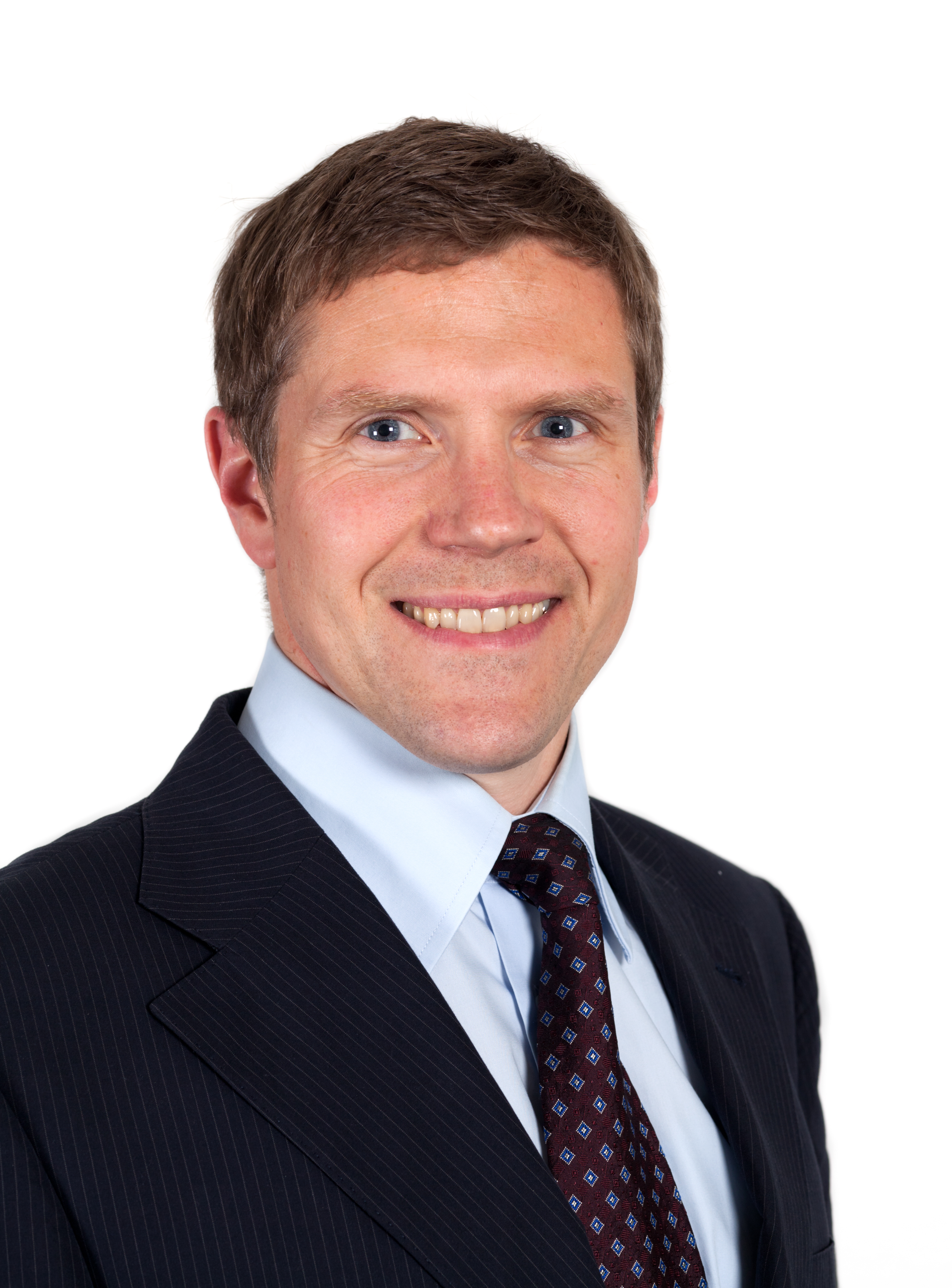
Jan Balcke im Juni 2011

Jan Balcke (* 13. Mai 1973 in Hamburg) ist ein deutscher Politiker der SPD. Von 2008 bis 2015 war er Mitglied der Hamburgischen Bürgerschaft.

## Leben
Jan Balcke wuchs im Hamburger Stadtteil Marienthal auf und legte im Jahr 1993 das Abitur an der Rudolf Steiner Schule Hamburg-Wandsbek ab. Es folgte bis 2002 ein Studium in Lüneburg mit dem Abschluss als Diplom-Ökonom. Er arbeitet als Angestellter bei Airbus in Hamburg als Leiter der Ausbildung. Zudem ist er Mitglied im Aufsichtsrat der HANSA Baugenossenschaft e. G. sowie Mitglied des Aufsichtsrats des Berufsbildungswerks (bbw).

## Politik
Jan Balcke trat im Jahr 1992 in die SPD ein und war ab 1997 für seine Partei Mitglied der Bezirksversammlung Hamburg-Wandsbek. Dort war er für seine Fraktion wirtschaftspolitischer Sprecher und Vorsitzender im Ausschuss für Finanzen und Kultur. Innerhalb seiner Partei übernahm er im März 2006 den Vorsitz des SPD-Distrikts Wandsbek City von Rolf-Dieter Klooß. Seine politischen Schwerpunkte waren die Bereiche Wirtschaft und Stadtentwicklung sowie Sport.
Im Februar 2008 konnte er bei der Bürgerschaftswahl über den Wahlkreis Wandsbek als Abgeordneter in die Hamburgische Bürgerschaft einziehen. Für seine Fraktion saß er in den Jahren 2008 bis 2011 als vorsitzendes Mitglied im Sportausschuss sowie im Stadtentwicklungsausschuss. Bei der Bürgerschaftswahl 2011 verteidigte er sein Wahlkreismandat erfolgreich. Seit 2011 war er wirtschaftspolitischer Sprecher seiner Fraktion.
Im Jahr 2014 gab Balcke aus beruflichen Gründen den Distriktvorsitz ab, sein Nachfolger wurde Uwe Lohmann. Bei der Bürgerschaftswahl 2015 trat Balcke nicht mehr an.